# Corral Viejo, Amatepec
Corral Viejo är en ort i Mexiko.   Den ligger i kommunen Amatepec och delstaten Mexiko, i den södra delen av landet, 160 km sydväst om huvudstaden Mexico City. Corral Viejo ligger 607 meter över havet och antalet invånare är 128.
Terrängen runt Corral Viejo är varierad. Runt Corral Viejo är det ganska tätbefolkat, med 60 invånare per kvadratkilometer. Närmaste större samhälle är Colonia Benito Juárez, 9,1 km norr om Corral Viejo. Omgivningarna runt Corral Viejo är en mosaik av jordbruksmark och naturlig växtlighet.